# Erromenus irrasus
Erromenus irrasus là một loài tò vò trong họ Ichneumonidae.